# 旺盛江水库
旺盛江水库，也称六湖水库，位于中华人民共和国广西壮族自治区南部，坝址位于浦北县石埇镇旺盛江村，水库水域面积18.88平方千米，回水长13千米，水库水域地跨浦北、合浦和博白三县。工程于1958年10月动工兴建，1960年4月竣工蓄水。水库集水面积133平方千米，库容1.5亿立方米。水库主坝为均质土坝，长288米，坝顶宽6.8米。小水电站3座总装机容量1.4兆瓦。水库以灌溉为主，兼顾防洪、发电、供水和淡水养殖。上游小江水库放水经南流江大渡槽补充旺盛江水库，再向灌区灌溉和供水。水库保护下游南流江沿岸11个乡镇和合浦县城共45万人口，以及沿海高速、钦北铁路、209国道、南北二级公路和工矿企业；水库为4万公顷耕地提供灌溉用水，年供水量2.75亿立方米。